# Irina Stankina
 Irina Stankina (Saransk, 25 de março de 1977) é uma ex-atleta soviética campeã mundial da marcha atlética. Conquistou a medalha de ouro da marcha de 10 km no Campeonato Mundial de Atletismo de 1995 em Gotemburgo, Suécia. Com a vitória ela se tornou a mais jovem – 18 anos e 135 dias – campeã mundial de atletismo em qualquer evento. 